# Hemerocoetes morelandi
Hemerocoetes morelandi is een straalvinnige vissensoort uit de familie van baarszalmen (Percophidae). De wetenschappelijke naam van de soort is voor het eerst geldig gepubliceerd in 1979 door Nelson.